# Кутлуг Сэбаг Хатун
Кутлуг Сэбаг Хатун (кит. упр. 骨咄禄娑匐可敦, пиньинь Gûduolùsuōfúkêdūn, палл.  Гудолусофукэдунь, личное имя кит. упр. 阿史德婆匐, пиньинь Āshǐdé Suōfú, палл. Ашидэ Пофу) — была Хатуном, а затем стала Ханшой Второго Восточно-тюркского каганата. И служила регентом в 734-741 годах.

## Биография

### Хатун
Была дочерью Тоньюкука. Вышла замуж за Могиляна, когда тот был тардушским шадом.
В 734 году Бильге каган был отравлен. Он обвиняет Буйрука Чора, верховного правителя империи, который недавно был в Китае и казнил его. Сыновья Бильге кагана унаследовали трон. После смерти его первого сына Йоллыг кагана, на престол зашёл его второй сын Тенгри каган.

### Регент
Кутлуг был молод, а Сэбаг вела себя как регент. Однако власть находилась в руках двух Шадов, один из них на западе, другой на востоке. Сэбаг пыталась централизовать власть и казнить двух губернаторов. Она приказала казнить губернатора на западе, но Пан Кюль-Тегин (не путать с Кюль-Тегином), губернатор на востоке стал подозрительным и восстал, убив Тенгри кагана. После началась гражданская война, а спустя два года империя расспалась.
В последние дни империи Сэбаг со своим народом укрылась в Империи Тан. Танский император Сюань-цзун приветствовал и устроил в честь нее банкет. Ей дали титул принцессы и назначили ее правительницей своего народа. Сюань-цзун отправлял ее народу муку во время сбора урожая. По словам Л. Гумилева:

 «Она спасла свой народ, но не свою нацию» — Л. Гумилев

## Примечание
1. ↑  Gonchig Batbold. The Turk and Uighur term Säbig, 突厥、回鹘文中的“娑匐Säbig”一词考释. Архивировано 1 августа 2023 года.
2. ↑  Гумилев Л. Н. Древние тюрки. XXVI. Каганат и Империя. gumilevica.kulichki.net. Архивировано 17 июля 2012 года.
3. ↑  L. N. Gumilev, 2002, p. 367.
4. ↑  L. N. Gumilev, 2002, p. 398.
5. ↑  A. Taşağıl, 2012, p. 356—357.
6. ↑  Новая книга Тан
7. ↑  A. Taşağıl, 2012, p. 376.
8. ↑  L. N. Gumilev, 2002, p. 442.